# Đường sắt Cape – Cairo

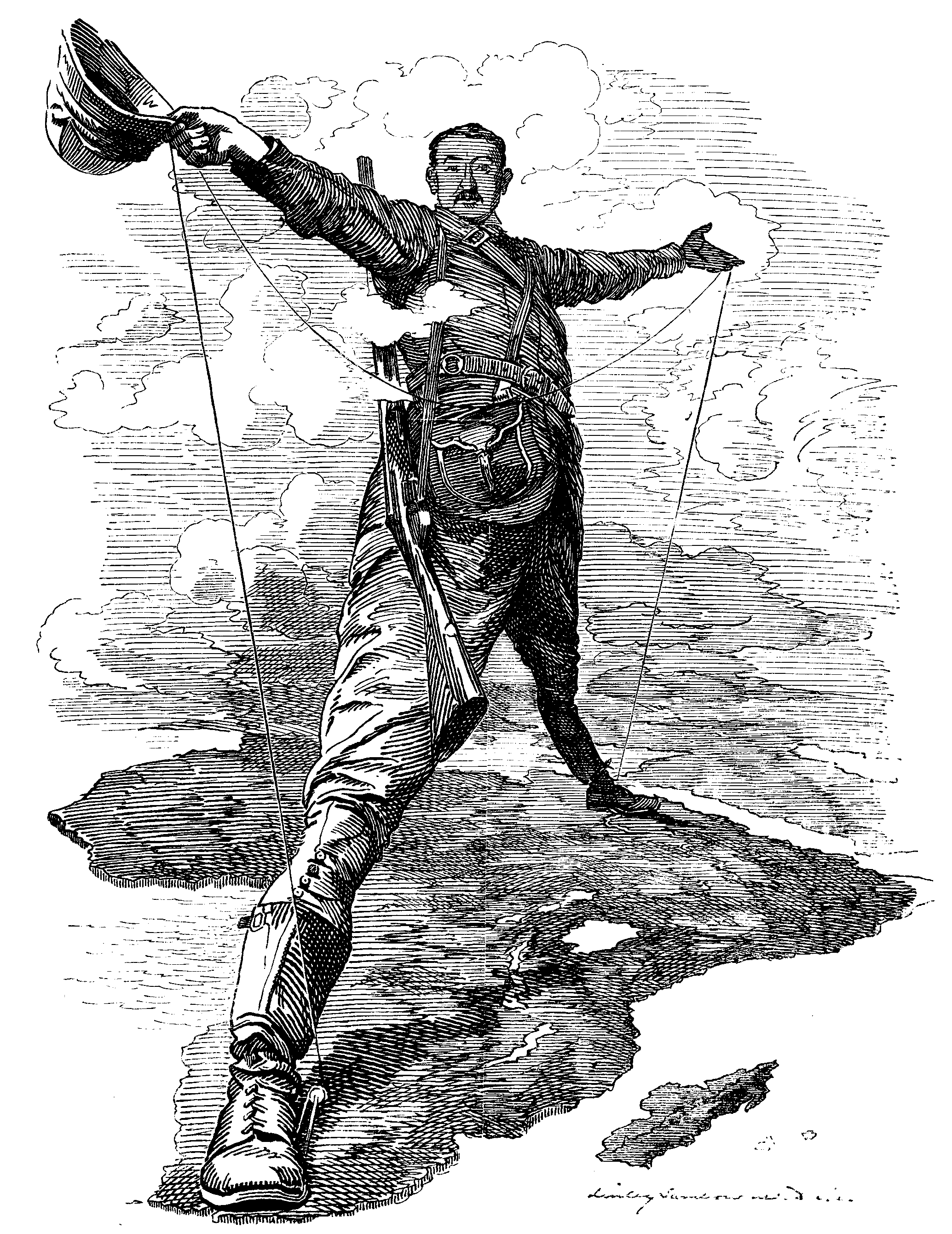
Người khổng lồ Rhodes: từ Cape đến Cairo

Đường sắt Cape-Cairo là một dự án dang dở có mục đích nối liền phía nam với phía bắc châu Phi bằng đường ray xe lửa. Dự án này đã được khởi xướng vào cuối thế kỷ 19, trong thời kỳ thống trị của chủ nghĩa thực dân. Nó thể hiện tầm nhìn rộng lớn của Cecil Rhodes trong nỗ lực kết nối những lãnh thổ đế quốc Anh ở châu Phi bằng một đường liền nối từ Cape Town, Nam Phi đến Cairo, Ai Cập. Trong khi phần lớn những đoạn đường ray nối Cape tới Cairo đã đi vào hoạt động thì tuyến đường này lại bị đứt một đoạn lớn giữa Bắc Sudan và Uganda.

## Lý do xây dựng
Chủ nghĩa thực dân Anh ở châu Phi có liên quan mật thiết đến khái niệm Tuyến đường sắt Cape-Cairo. Cecil Rhodes đã có công trong việc duy trì và củng cố quyền lực Đế quốc Anh tại những quốc gia ở phương nam của lục địa đen. Ông đã tưởng tượng ra một "đường đỏ" liền nét nối những thuộc địa của Anh từ Bắc đến Nam. Một tuyến đường sắt có thể là một nhân tố then chốt trong mưu đồ thống nhất các thuộc địa, giúp cho sự cai trị trở nên thuận lợi hơn, quân đội di chuyển nhanh hơn tới những điểm nóng và kiểm soát chiến tranh, thúc đẩy định cư và tăng cường thương mại. Trong quá trình thực hiện dự án này đã xuất hiện một trở ngại kỹ thuật vô cùng lớn.
Nước Pháp vào cuối những năm 1890 theo đuổi chính sách đối địch khi muốn nối liền những thuộc địa của nó theo chiều đông tây, từ Sénégal đến Djibouti. Nam Sudan và Ethiopia cũng nằm trên đường này nhưng nước Pháp đã gửi những đoàn viễn chinh vào năm 1897 để lập nên một chế độ bảo hộ ở Nam Sudan và tìm ra một con đường đi xuyên Ethiopia. Mưu đồ này đã không thành khi mà một đội tàu của Anh trên sông Nile đã đối đầu với đoàn viễn chinh Pháp tại điểm giao nhau giữa hai con đường của Pháp và Anh, dẫn đến sự kiện Fashoda và thất bại ngoại giao cho Pháp.
Bồ Đào Nha cũng có những ý tưởng tương tự và đã đề xuất ra "Bản đồ Hồng" để tuyên bố chủ quyền tại châu Phi.

## Nguyên nhân thất bại

Bản đồ thể hiện gần như con đường từ Cape đến Cairo đã được Anh kiểm soát hoàn toàn, 1914
Thuộc Anh

Nước Anh đã vượt qua không chỉ những trở ngại ghê gớm của địa hình và khí hậu, mà cả những tham vọng của các thế lực khác, như trong vụ Fashoda, hay tham vọng kết nối Angola và Mozambique thành Bản đồ Hồng của Bồ Đào Nha. Sự chống đối quyền cai trị của Anh Quốc đã được hình thành sau Chiến tranh Boer lần thứ nhất và lần thứ hai. Nước Đức đã bảo toàn được phần lãnh thổ tranh chấp ở Đông Phi, ngăn cản đường nối bắc nam. Tuy nhiên, với thất bại của nước Đức năm 1918, phần lớn lãnh thổ này đã rơi vào tay người Anh và về mặt chính trị, con đường đã được nối liền. Sau 1918, Đế quốc Anh đã chiếm được quyền lực chính trị để hoàn thành Đường sắt Cape-Cairo nhưng các vấn đề kinh tế giữa hai cuộc Thế chiến đã ngăn cản điều này xảy ra. Sau Chiến tranh Thế giới thứ hai, với những cuộc đấu tranh giành độc lập của các dân tộc châu Phi và sự suy yếu của chủ nghĩa thực dân, dự án vẫn chưa thể thành công.

## Tương lai
Ý tưởng về tuyến đường sắt nối Cape với Cairo chưa hẳn đã kết thúc. Trong khi những bất ổn ở Sudan là một trở ngại, những ý đồ rõ ràng đã được xúc tiến để hoàn thành trục nối giữa Sudan và Đông Phi vì lý do kinh tế.